# Czystość i zmaza
Czystość i zmaza. Analiza pojęć nieczystości i tabu (ang. Purity and Danger: an Analysis of Concepts of Pollution and Taboo) – najsłynniejsza książka brytyjskiej antropolożki kulturowej Mary Douglas, po raz pierwszy opublikowana w 1966 roku. W 1991 roku „Times Literary Supplement” umieścił ją na liście stu najbardziej wpływowych książek non-fiction opublikowanych po 1945 roku. Po polsku książka ukazała się w przekładzie Marty Bucholc nakładem Państwowego Instytutu Wydawniczego. 

## Problematyka
W Czystości i zmazie Mary Douglas traktuje podział na czyste i skalane jako wspólny wszystkim społeczeństwom i analizuje wpływ tych kategorii na ludzkie działania. Stawia pytania o to, dlaczego jedne rzeczy klasyfikujemy jako "czyste", a inne jako "brudne" i jak ten podział ma się do moralnego dobra i zła. W książce wyraźnie ujawniają się inspiracje Douglas myślą Émile'a Durkheima, co widać we wnioskach, jakie wyciąga ze swoich rozważań: "brudne" i tabuizowane jest wszystko to, co nie mieści się w przyjętej klasyfikacji.